# Zabromorphus rugicollis
Zabromorphus rugicollis är en skalbaggsart som beskrevs av Lewis 1907. Zabromorphus rugicollis ingår i släktet Zabromorphus och familjen stumpbaggar. Inga underarter finns listade i Catalogue of Life.